# 春の交響曲
春の交響曲（はるのこうきょうきょく、Spring Symphony）作品44は、ベンジャミン・ブリテンが1949年に作曲した、3人の独唱者（ソプラノ、アルト、テノール）、混声合唱と少年合唱、管弦楽のための交響曲である。表現の主体は声楽にあり、形式的にはオラトリオあるいは連作歌曲ともいえる。指揮者セルゲイ・クーセヴィツキーとボストン交響楽団に献呈されている。
全曲は12の楽曲からなるが、古典的な交響曲の楽章に相当する4つの部分に分かれていて、13世紀の作から20世紀のW・H・オーデンのものまで14篇のイギリスの詩が用いられている。
演奏時間は約45分。

## 楽器編成
- ソプラノ、アルト、テノール独唱、混声合唱、少年合唱
- フルート3（第3奏者はアルト・フルートおよびピッコロ持ち替え）、オーボエ2、コーラングレ、クラリネット2、バス・クラリネット、ファゴット2、コントラファゴット、ホルン4、トランペット3、トロンボーン2、バス・トロンボーン、チューバ、角笛、小太鼓、中太鼓、大太鼓、ティンパニ、タンブリン、シンバル、ゴング、ベル（C、B♭、A）、ブロック、カスタネット、シロフォン、ヴィブラフォン、ハープ2、弦五部

## 楽曲構成
第1部
- 第1曲　序奏「輝きいでよ」（Shine out ） - 16世紀の作者不詳の詩による。
- 第2曲　「陽気なカッコウ」（The merry cuckoo ） - エドマンド・スペンサーの詩による。
- 第3曲　「春よ、やさしい春よ」（Spring ） - トマス・ナッシュ（Thomas Nashe）の詩による。
- 第4曲　「馬車に乗る少年」（The driving boy ） - ジョージ・ピール（George Peele）、ジョン・クレア（John Clare）の詩による。
- 第5曲　「朝の星」（The morning Star ） - ジョン・ミルトンの詩による。

第2部
- 第6曲　「来たれ、誉れの娘たち」（Welcome maids of Honours ） - ロバート・ヘリック（Robert Herrick）の詩による。
- 第7曲　「天の水よ」（Waters above ） - ヘンリー・ヴォーン（Henry Vaughan）の詩による。
- 第8曲　「芝生に寝ていると」（Out on the lawn I lie in Bed ） - W・H・オーデンの詩による。

第3部
- 第9曲　「わが五月はいつ来るのか」（When will my May come ） - リチャード・バーンフィールド（Richard Barnfield）の詩による。
- 第10曲　「美しい、美しい」（Fair and fair ） - ジョージ・ピールの詩による。
- 第11曲　「笛を吹け」（Sound the Flute! ） - ウィリアム・ブレイクの『無垢と経験の歌』より「無垢の歌」の『春』による。

第4部
- 第12曲　フィナーレ - フランシス・ボーモント（Francis Beaumont）の戯曲『ぴかぴかすりこぎ団の騎士（英語版）』の一節による。最後は「夏は来りぬ（英語版）」として知られる13世紀のカノンで締めくくられる。